# فاریاب (مهر)
 فاریاب روستای بزرگی از توابع بخش مرکزی شهرستان مهر در جنوب استان فارس در جنوب ایران واقع شده‌است. کشاورزی و دامداری از جمله شغل اکثر مردم اهالی این روستاست. این روستا قدمتی دیرینه دارد و بخاطر نزدیکی به پالایشگاه پارسیان پیشرفت زیادی کرده و راه ارتباطی بین استان فارس و استان بوشهر که هدف ان ارتباط نزدیک بین دو پالایشگاه پارسیان و پارس جنوبی است از تنگ فاریاب میگذرد.
فاریاب (فاراب، پاریاب، فاریاو، پاریاو، باراب) در فارسی به زمینی می‌گویند که با آب قنات و رود آبیاری می‌شود و دیم نیست و نام این روستا نیز از همین مفهوم گرفته شده‌است زیرا آب لازم برای کشاورزی این روستا از قنات و چشمه تأمین می‌شود.
تنگ فاریاب یکی از جاذبه‌های طبیعی و بسیار زیبای این روستا محسوب می‌شود. خرما و گندم از جمله محصولات کشاورزی این روستا محسوب می‌شود. 